# Easton's Bible Dictionary
L'Easton's Bible Dictionary és una obra que compila diversos termes bíblics. Quan es fa referència a aquesta obra se sol parlar generalment a la tercera edició de l'Illustrated Bible Dictionary (Diccionari il·lustrat de la Bíblia) de Matthew George Easton, (1823-1894), publicat el 1897 (tres anys després de la mort d'Easton per Thomas Nelson. Aquesta edició és una obra en domini públic. Conté gairebé 4.000 accepcions relacionades amb la Bíblia, redactades des del punt de vista cristià del segle xix. Tot i el títol de l'obra diverses de les seves accepcions són de naturalesa enciclopèdica, tot i que també conté definicions curtes pròpies dels diccionaris.